# 博略莱洛什
博略莱洛什（法語：Beaulieu-lès-Loches，法語發音：[boljø lɛ lɔʃ]，意为“洛什附近的博略”）是法国安德尔-卢瓦尔省的一个市镇，位于该省东南部，属于洛什区。

## 地理
博略莱洛什（47°7'43"N, 1°0'55"E）面积3.88 平方千米，位于法国中央-卢瓦尔河谷大区安德尔-卢瓦尔省，该省份为法国中西部省份，北起萨尔特省、东北接卢瓦-谢尔省，东南接安德尔省，南至维埃纳省，西临曼恩-卢瓦尔省。
与博略莱洛什接壤的市镇（或旧市镇、城区）包括：费里耶尔叙博略、洛什、佩吕松。

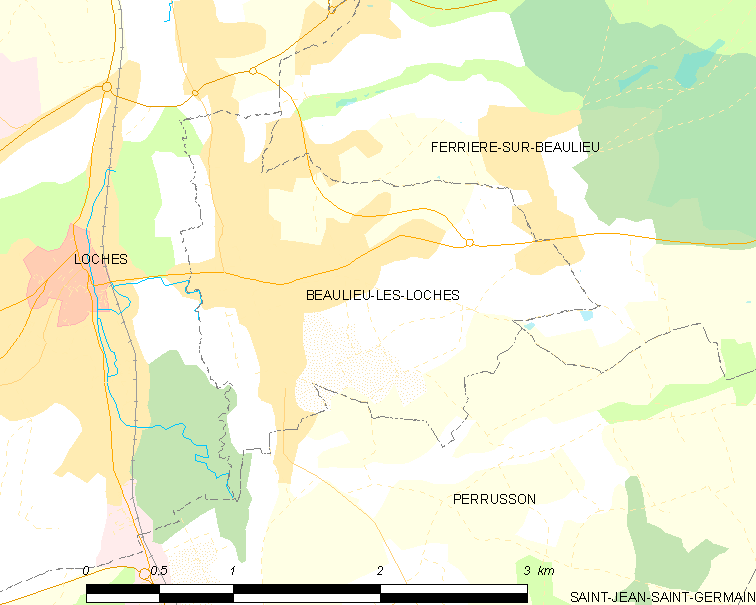
博略莱洛什的OSM定位图

博略莱洛什的时区为UTC+01:00、UTC+02:00（夏令时）。

## 行政
博略莱洛什的邮政编码为37600，INSEE市镇编码为37020。

## 政治
博略莱洛什所属的省级选区为洛什县。

## 人口

1962-2008年间博略莱洛什人口变化图示

博略莱洛什于2022年1月1日时的人口数量为1746人。